# Великий Ставропольський канал
44°02′37″ пн. ш. 41°58′01″ сх. д. / 44.0436° пн. ш. 41.9669° сх. д.
Великий Ставропольський канал — іригаційний канал, використовується для водопостачання центральної, північно-східної і східної частин Ставропольського краю Росії. Канал використовує воду річок Кубань, Терек і Кума, які протікають південніше і в основному збирають воду з північних схилів Кавказу.

## Історія
Річки Ставропольського краю Кубань, Терек, Кума з її притоками — в основному забезпечують південну і південно-західну частини території. Основна ж: центральна, північно-східна і східна — залишаються практично безводними. Дві третини сільськогосподарських угідь краю знаходяться в зоні ризикованого землеробства, де альтернативи створенню зрошувально-обводнювальної системи немає. Рішення про створення найграндіознішою в Європейській частині СРСР обводнювально-зрошувальної системи, що живлять річку Калаус водами Кубані було прийнято урядом за два дні до нападу на Радянський Союз нацистської Німеччини. Війна затримала його здійснення на 16 років.
У 1957 гідробудівники приступили до створення Кубань-Калауської обводнювально-зрошувальної системи, названою Великою Ставропольським каналом (ВСК). Її завдання — завершити обводнення посушливого Центрального Передкавказзя. Канал починається у м. Усть-Джегута на річці Кубань, закінчується біля Чограйського водосховища на річці Східний Манич. Протяжність Великого Ставропольського каналу 480 км.

## Етапи здачі в дію
Всього в будівництві каналу налічувалося 4 черги:
- I черга (28 березня 1957—1967)
- II черга (1969—1975)
- III черга (1974—1979)
- IV черга (1986—1992; відновлена в 1999—2006)
- V, VI черги (проект)

### I черга
Починає свою історію з 28 березня 1957, коли у південної околиці станиці Усть-Джегута був вийнятий перший ківш ґрунту. Незабаром потужна гребля перегородила Кубань, утворивши Усть-Джегутинське водосховище. Його корисний об'єм — 475 мільйонів кубометрів води. Протяжність греблі 7 кілометрів, площа дзеркала становить 50 км². Берегова лінія по периметру — 34,5 км. Відкачування води з водосховища триває з кінця вересня до травня місяця. В літній період по Великому Ставропольському каналу подається до 180 кубометрів води в секунду. Близько 115 з них йде транзитом на зрошення і обводнення посушливих земель, потім через каскад гідроелектростанцій повертається в річку Кубань, 60-70 кубометрів скидається в водосховище, яке при такому режимі наповнюється до нормального підпірного рівня.

#### Характеристики
- Пропускна спроможність — 180 м³ води в секунду.
- Площа зрошення — 718 000 га (близько 9% терену краю).
- На 36 тис. га зрошуваних земель збільшення врожаю в 3 рази.

#### Основні об'єкти
- Розподільник «Широкий»
- Водосховище Велике
- Куршавські ГЕС
- Барсучковські ГЕС
- Розподільний шлюз у гори Брик для скидання води у річку Калаус

### II черга
Почала будуватися під час дев'ятої п'ятирічки, це одна з найскладніших ділянок, оскільки на ньому довелося побудувати 3 підземних тунелі.

#### Характеристики
- Протяжність — 67 км.
- Пропускна спроможність — 65 м³ води в секунду.
- Площа обводнення — 275 тис. га.
- Площа зрошення — 24 тис. га.

#### Основні об'єкти
- Друга черга Калауського гідровузла
- Тунель № 1
- Тунель № 2 (Кримгиреївський)
- Тунель № 3 (Саблінський)
- Розподільник «Чорноліський»
- Розподільник «Олександрівський»
- Розподільник «Саблінський»

### III черга
Введена в дію в 1984 році. На III черзі ВСК розташовується гідротехнічний тунель і три металевих дюкери. Канал проходить по території Олександрівського району. З магістрального каналу забирають воду міжгосподарські розподільні канали Журавський, Грушевський та Жовтневий, що подають воду Олександрівському, Новоселицькому, Благодарненському і Будьонівському районам.

#### Характеристики
- Протяжність — 42,5 км
- Витрата води — 55 м³/сек.
- Площа зрошення — 15,5 тис. га

#### Основні об'єкти
- Саблінське водосховище — роботи законсервовані на стадії підготовки будівельного майданчика.
- Розподільник «Жовтневий»

### IV черга
Будівництво 4-ї ділянки ВСК здійснюється з 1984 року. Магістральний канал ВСК-IV є продовження 3-ї ділянки (ВСК-III), який закінчується на 262,9 км, рахуючи від головної споруди. Вартість робіт 363 500 000 рублів (в цінах 1991 року).
Протяжність магістрального каналу ВСК-IV становить 58 км, протяжність групових водопроводів — 148 км, площа зрошення 4-ї ділянки 20,86 тис. га, в тому числі підвищує водозабезпеченість існуючих зрошуваних земель площею 15,2 тис. га, витрата води — 50 м³/сек. Магістральний канал має трапецієподібний перетин з шириною по дну 3,5 м, закладенням укосів 1:3 і будівельною глибиною 4 м. Днище і укоси каналу покриваються протифільтраційним облицюванням, що складається з суглинистого вирівнювального шару товщиною 1 м, поліетиленової плівки, захищеної монолітним або збірним залізобетоном. Кошти, витрачені на будівництво, повинні окупитися за проектом за 11 років.
На початок 2010-х років ведуться роботи з будівництва Грушевського водосховища (ємкістю 60 млн м ³) для внутрішньосистемного регулювання стоку, водопостачання Благодарненського району, а також каналу від 38 км до 57,2 км і до скидання в Камбулат включно. Проектом передбачено побудувати 14 зливопропускних труб, 8 акведуків для пропуску зливового стоку, 9 мостів, у тому числі 1 залізничний, 3 перегороджувані споруди, 4 водозабірних шлюзи, Єлизаветинський розподільник, 2 аварійних скидання в річку Калаус і в балку Камбулат.

#### Характеристики
- Протяжність — 57 км.

#### Основні об'єкти
- Скидання в балку Камбулат в селищі Горний
- Оріхівський дюкер
- Просянське скидання
- Грушевськое водосховище побудовано тільки на 10—15 % корисного об'єму

#### Перспективи
Будівництво магістрального каналу ВСК-IV та реалізація проектних рішень по обводненню балки Камбулат і річки Айгурка дозволить підвищити водозабезпеченість Олександрівського, Грачевського, Петровського, Іпатовского, Апанасенковського, Туркменського, Арзгірського і Благодарненського районів, ввести додаткові зрошувані площі, подати воду в посушливі райони східної зони Ставропольського краю і створити сприятливі умови для річки Східний Манич.

#### V, VI черги
У зв'язку з довгим розривом у будівництві черги ВСК-IV, а також відсутністю фінансування вже побудованих споруд, відсутні перспективи в будівництва черги БСК-V, передбаченої раніше. Проте 15 вересня 2006 року на урочистому пуску води по ВСК-IV міністром сільського господарства було заявлено про можливість фінансування урядом будівництва черги ВСК-V.

## Ресурси Інтернету
- Великий Ставропольський канал[недоступне посилання з червня 2019](рос.)